# Saint-Romain-la-Virvée
Saint-Romain-la-Virvée è un comune francese di 802 abitanti situato nel dipartimento della Gironda nella regione della Nuova Aquitania.

## Società

### Evoluzione demografica
Abitanti censiti